# Keerpunt22
Keerpunt22 is een Nederlandse lokale politieke partij in de Overijsselse gemeente Tubbergen van conservatief-liberale signatuur.
Inwoners van de gemeente Tubbergen startten in december 2020 het initiatief voor de lokale partij. In september 2021 werd deelname aan de gemeenteraadsverkiezingen van 2022, onder voorbehoud van voldoende draagvlak onder inwoners, aangekondigd. In december 2021 volgde de officiële oprichting.
Bij de gemeenteraadsverkiezingen van 2022 kwam de partij onder leiding van Stijn Hesselink als nieuwkomer met vier zetels in de Tubbergse gemeenteraad, die negentien zetels telt.
Gevolg was directe deelname aan het College van B&W met Martin Oude Avenhuis (1962) als wethouder. Hesselink werd in 2019 op basis van voorkeurstemmen voor Forum voor Democratie Provinciaal Statenlid van Overijssel en stapte een jaar later over naar JA21.